# Culicoides flinti
Culicoides flinti är en tvåvingeart som beskrevs av Wirth 1982. Culicoides flinti ingår i släktet Culicoides och familjen svidknott. Inga underarter finns listade i Catalogue of Life.